# Хатай (аеропорт)
Аеропорт Хатай (тур. Hatay Havalimanı, (IATA: HTY, ICAO: LTDA)) — міжнародний аеропорт, розташований у місті Антак'я, Туреччина, розташовано за 25 км від Антак'ї та за 45 км від Іскендеруну. Побудовано на місці осушеного озера Амік, був відкритий у грудні 2007 року.

## Авіакомпанії і напрямки, липень 2020
| Авіакомпанія     | Пункт призначення                             |
| ---------------- | --------------------------------------------- |
| AnadoluJet       | Анкара, Стамбул–Сабіха Гекчен                 |
| Flynas           | Джидда, Ріяд                                  |
| Pegasus Airlines | Анталія, Ерджан, Стамбул–Сабіха Гекчен, Ізмір |
| Qatar Airways    | Доха                                          |
| SunExpress       | Ізмір                                         |
| Turkish Airlines | Стамбул Сезонний: Берлін-Тегель , Кельн/Бонн  |